# Don Johnson
Pour les articles homonymes, voir Johnson.
Don Johnson, de son vrai nom Donald Wayne Johnson, est un acteur, producteur, réalisateur et chanteur américain, né le 15 décembre 1949 à Flat Creek (Missouri).
Son rôle dans la série policière Deux flics à Miami (Miami Vice) l'a rendu célèbre.

## Biographie

### Jeunesse et formation
Sa mère, esthéticienne, lui donne naissance à l'âge de seize ans et son père était un fermier.
Quand il a onze ans, ses parents divorcent. Don Johnson reporte sa colère en se rebellant à la maison et à l'école. À douze ans, il est envoyé au Home for Boys reform school au Lac Aston après avoir fait démarrer des voitures sans clé. Enfant devenu délinquant, il se réfugie dans le vol, l'alcool et les drogues, faisant la fête sans arrêt pendant des années.
En 1961, il part vivre avec son père à Wichita.
À seize ans, il va au lycée et vit avec une strip-teaseuse. Il réussit son diplôme et reçoit une bourse pour étudier l'art dramatique à l'université du Kansas.
En 1968, il quitte le Kansas et rejoint le conservatoire du théâtre américain à San Francisco.
Après des apparitions dans quelques pièces, il est invité par Sal Mineo  pour interpréter un jeune homme homosexuel dans la Fortune et des yeux d'homme. La pièce reçoit d'excellentes critiques et passe le 12 janvier 1969 au Théâtre de Couronne à Los Angeles. Peu après, il signe un contrat avec Metro-Goldwyn-Mayer, mais Don Johnson découvre que le revenu de son travail est irrégulier.

### Carrière

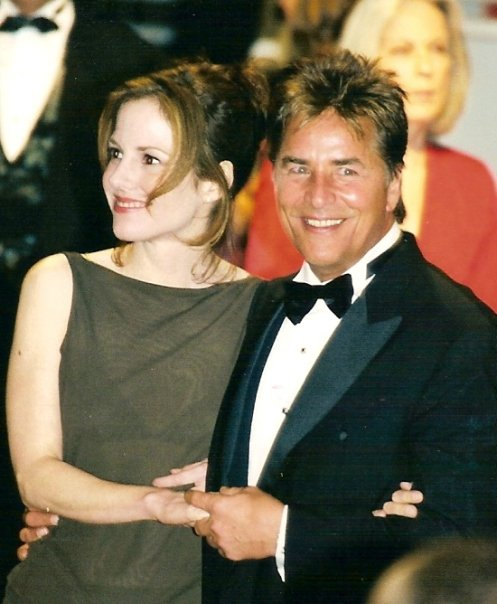
Mary-Louise Parker et Don Johnson au festival de Cannes 1998

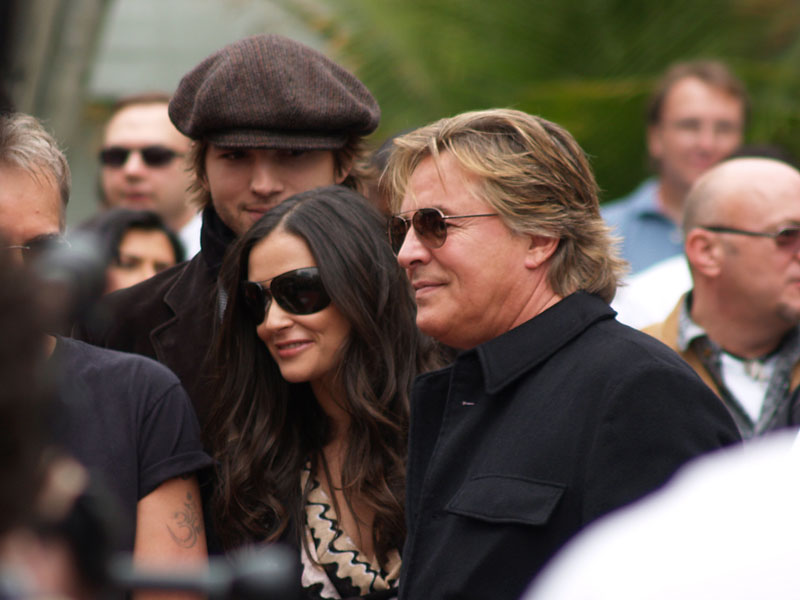
Ashton Kutcher et Demi Moore avec Don Johnson au Hollywood Walk of Fame en 2006

Don Johnson débute au cinéma à vingt ans. Il se fait rapidement remarquer dans The Harrad Experiment, avec Tippi Hedren, mère de la très jeune Melanie Griffith également présente sur le tournage, et surtout dans le film d'anticipation Apocalypse 2024 avec, déjà, Jason Robards ; entretemps, il donne la réplique à Nick Nolte dans Return to Macon County. À cette époque il est très proche de Sal Mineo. Les années suivantes, il enchaîne les séries et les téléfilms, dans des rôles secondaires voire tertiaires ; il y croise Mark Hamill et Kim Basinger, George Lazenby et Heather Locklear. À la même époque ses films passent inaperçus.
À la fin des années 1970, Johnson joue des rôles de premier plan dans le téléfilm The Rebels de Russ Mayberry avec Andrew Stevens et le feuilleton Tant qu'il y aura des hommes ; en 1981 il interprète Elvis Presley dans le téléfilm Elvis and the Beauty Queen. Enfin, après un épisode de Matt Houston, Michael Mann, producteur de la série Deux Flics à Miami (1984-1990), fait de lui une star mondiale. L'année suivante il tient la vedette du téléfilm Les Feux de l'été d'après William Faulkner et du film Cease Fire. De 1988 à 1993 il tourne sept films en vedette, avec une prédilection pour le film noir ; certains sont dirigés par John Frankenheimer, Dennis Hopper ou Sidney Lumet, avec pour partenaires Susan Sarandon, Rebecca de Mornay, Penelope Ann Miller, Jennifer Connelly, Mickey Rourke, et sa femme Melanie Griffith dans le drame Paradise et la comédie Quand l'esprit vient aux femmes. Malgré d'indéniables réussites, Don collectionne les échecs publics voire critiques.[réf. souhaitée]
L'après Deux flics à Miami s'avère difficile. Cependant, après le téléfilm L'Honneur de la cavalerie, l'acteur tient la vedette de la série Nash Bridges (1996-2001). La même année, il revient au cinéma au côté de Kevin Costner mais il a perdu le premier rôle : après Goodbye Lover en 1998, il attend presque dix années pour revenir sur le grand écran. Après avoir joué Nathan Detroit dans la comédie musicale Guys and Dolls sur scène à Londres en janvier 2007, c'est un retour en force sur grand écran que la star effectue puisque, après des expériences en Italie et en Norvège, il participe aux projets de Robert Rodriguez (Machete en 2010 avec Robert De Niro), Quentin Tarantino (Django Unchained en 2012) et Nick Cassavetes (Triple Alliance, 2014).
En juillet 2019, il est annoncé qu'il va reprendre son rôle de Nash Bridges. USA Network développe un revival de la série sous la forme d'un téléfilm d'environ 2 heures qui pourrait déboucher sur une nouvelle série.

### Vie privée
Au début des années 1970, Johnson vit avec la groupie Pamela Des Barres.
La même décennie, la réputation de Johnson vis-à-vis de l'alcool, des drogues et des fêtes lui coûte plusieurs emplois.
Après un premier mariage avec Melanie Griffith en 1976 pendant six mois, Don Johnson a un fils prénommé Jesse Wayne avec Patti d'Arbanville (relation de 1981 à 1988), né le 7 décembre 1982.
En 1983, après la naissance de son fils, il décide d'aller chercher de l'aide aux réunions des alcooliques anonymes. Johnson a une brève relation avec Barbra Streisand à la fin 1988 puis se remarie avec Melanie Griffith en juin 1989 avec qui il a une fille prénommée Dakota.
En 1992, il recommence à boire et, en juin 1994, il a un accident de voiture avec son fils Jesse. Celui-ci n'a rien, mais Don Johnson a des abrasions  et des coupures. Il rentre dans la clinique Betty-Ford trois jours plus tard pour traiter son alcoolisme. En 1994, Don et Melanie se séparent, puis se réconcilient. Ils divorceront finalement en 1996.
Le 29 avril 1999, il se marie avec Kelley Phleger dans la maison d'Ann et Gordon Getty à Pacific Heights avec pour témoin Robert Wagner. Ils ont trois enfants : Atherton Grace née le 28 décembre 1999, Jasper Breckenridge né le 6 juin 2002 et un garçon né en 2006 à Los Angeles.

## Filmographie

### Acteur

#### Cinéma
- 1967 : Good morning and goodbye de Russ Meyer : Ray
- 1970 : The Magic Garden of Stanley Sweetheart (en) de Leonard Horn : Stanley Sweetheart
- 1971 : Lollipops, Roses and Talangka d'Artemio Marquez (Philippines) : Frank
- 1971 : Zachariah de George Englund avec John Rubinstein, Patricia Quinn : Matthew
- 1973 : The Harrad Experiment de Ted Post : Stanley Cole
- 1975 : Return to Macon County de Richard Compton avec Nick Nolte : Harley McKay
- 1975 : Apocalypse 2024 (A Boy and His Dog) de L.Q. Jones : Vic
- 1978 : Swan Lake de Kimio Yabuki : Benno (English version) (voix)
- 1980 : Soggy Bottom, USA de Theodore J. Flicker avec Ben Johnson : Jacob Gorch
- 1982 : Melanie de Rex Bromfield avec Glynnis O'Connor (en) et Paul Sorvino : Carl
- 1985 : Cease Fire de David Nutter avec Lisa Blount : Tim Murphy
- 1987 : G.I. Joe: The Movie de Don Jurwich (vidéo) : Lt. Falcon (voix)
- 1988 : Sweet Hearts Dance de Robert Greenwald : Wiley Boon
- 1989 : Dead Bang de John Frankenheimer : Jerry Beck
- 1990 : The Hot Spot de Dennis Hopper : Harry Madox
- 1991 : Harley Davidson et l'Homme aux santiags (Harley Davidson and the Marlboro Man) de Simon Wincer : Marlboro
- 1991 : Paradise de Mary Agnes Donoghue, remake du film français Le Grand Chemin, avec Melanie Griffith et Elijah Wood : Ben Reed
- 1993 : Quand l'esprit vient aux femmes (Born Yesterday) de Luis Mandoki : Paul Verrall
- 1993 : L'Avocat du diable (Guilty as Sin) de Sidney Lumet : David Edgar Greenhill
- 1996 : Tin Cup de Ron Shelton : David Simms
- 1998 : Goodbye Lover de Roland Joffé : Ben Dunmore
- 2007 : Moondance Alexander de Michael Damian : Dante
- 2008 : Bastardi (en) de Federico Del Zoppo et Andres Alce Meldonado avec Franco Nero, Giancarlo Giannini (Italie) : Sante Patene
- 2010 : Machete de Robert Rodriguez et Ethan Maniquis : Von Jackson
- 2010 : C'était à Rome (When in Rome) de Mark Steven Johnson : le père de Beth
- 2011 : Bucky Larson: Born to Be a Star de Tom Brady : Miles Deep
- 2012 : Django Unchained de Quentin Tarantino : Spencer Gordon Bennet
- 2014 : Cold in July de Jim Mickle : Jim Bob
- 2014 : Triple Alliance (The Other Woman) de Nick Cassavetes : Franck Whitten
- 2017 : Vengeance (Vengeance: A Love Story) de Johnny Martin : Jay Kirkpatrick
- 2017 : Section 99 (Brawl in Cell Block 99) de S. Craig Zahler : Warden Tuggs
- 2018 : Le Book Club (Book Club) de Bill Holderman : Arthur
- 2018 : Traîné sur le bitume (Dragged Across Concrete) de S. Craig Zahler : Lieutenant Calvert
- 2019 : À couteaux tirés  (Knives Out) de Rian Johnson : Richard Drysdale
- 2023 : Book Club: The Next Chapter de Bill Holderman : Arthur
- 2023 : High Heat de Zach Golden : Ray
- 2023 : Rebel Ridge de Jeremy Saulnier : Sandy Burnne
- 2025 : Unit 234 d'Andy Tennant : Jules

#### Télévision
Note : la section suivante n'est pas exhaustive. pour une liste complète, voir la page de Don Johnson sur l'Internet Movie Database.
- 1973 : Kung Fu (série) : Nashibo
- 1974 : The Rookies (série) :
- 1976 : Law of the Land de Virgil W. Vogel (téléfilm) : Quirt
- 1976 : Barnaby Jones (série) : Wayne Lockwood
- 1976 : Les Rues de San Francisco (The Streets of San Francisco) (série) : Officier Larry Wilson
- 1977 : The City de Harvey Hart (téléfilm) : Sergent Brian Scott
- 1977 : Huit, ça suffit ! (Eight is Enough) (série) : Doug
- 1977 : Cover Girls (en) de Jerry London (téléfilm) : Johnny Wilson
- 1978 : Pressure Point (téléfilm)
- 1978 : Ski Lift to Death de William Wiard (téléfilm) : Mike Sloan
- 1978 : The Two-Five (téléfilm) : Charlie Morgan
- 1978 : Katie : Portrait of a Centerfold de Robert Greenwald (téléfilm) : Gunther
- 1978 : First, You Cry de George Schaefer (téléfilm) : Daniel Easton
- 1979 : Tales of the Unexpected  de Ray Danton et Gordon Hessler (téléfilm) : Reeve Baker
- 1979 : Amateur Night at the Dixie Bar and Grill de Joel Schumacher (téléfilm) : Cowboy
- 1979 : The Rebels de Russ Mayberry (téléfilm) : Judson Fletcher
- 1980 : Tant qu'il y aura des hommes (From Here to Eternity) de Ray Austin (série) : Jefferson "Jeff" Davis Prewitt
- 1980 : La Plantation (Beulah Land) (feuilleton) : Bonard Davis
- 1980 : Revenge of the Stepford Wives avec Sharon Gless (téléfilm) : Officier Andy Brady
- 1981 : Elvis and the Beauty Queen de Gus Trikonis (téléfilm) : Elvis Presley
- 1981 : The Two Lives of Carol Letner de Philip Leacock (téléfilm) : Bob Howard
- 1983 : Matt Houston (série) : Terry Spencer
- 1984-1990 : Deux flics à Miami (Miami Vice) (série) : Détective James "Sonny" Crockett
- 1985 : Bizarre, bizarre (série) :
- 1985 : Les Feux de l'été (The Long Hot Summer) de Stuart Cooper (téléfilm) : Ben Quick
- 1988 : Life on the Flipside (téléfilm)
- 1995 : L'Honneur de la cavalerie (In Pursuit of Honor) de Ken Olin (téléfilm) : le sergent John Libbey
- 1996-2001 : Nash Bridges (série) : le capitaine Nash Bridges
- 2003 : La chute des héros (Word of Honor) de Robert Markowitz (téléfilm) : Benjamin Tyson
- 2005-2006 : Just Legal (série, 8 épisodes) : Grant Cooper
- 2010-2012 : Kenny Powers (série) : Eduardo Sanchez Powers
- 2014 : Une nuit en enfer (From Dusk till Dawn: The Series) (série) : Earl McGraw
- 2015 : Blood and Oil (série) : Hap Briggs
- 2017 : Les Désastreuses Aventures des orphelins Baudelaire (série) : M. le Directeur
- 2017 : Sick Note (série) - saison 1 : Kenny West
- 2019 : Watchmen : chef Judd Crawford

### Producteur
- 1993 : Obscures révélations (In the Company of Darkness) (téléfilm)
- 1995 : The Marshal (série)
- 1996-2001 : Nash Bridges (série)
- 2003 : La chute des héros (Word of Honor) de Robert Markowitz (téléfilm)
- 2015 : Blood and Oil

### Réalisateur
- 1985 : Deux flics à Miami (Miami Vice) - saison 2, épisode 10
- 1987 : Deux flics à Miami (Miami Vice) - saison 3, épisode 20
- 1988 : Deux flics à Miami (Miami Vice) - saison 4, épisode 10
- 1988 : Deux flics à Miami (Miami Vice) - saison 5, épisode 1
- 1995 : The Marshal - Saison 1, épisode 7

### Compositeur
- 2001 : Urban Task Force d'Ace Cruz (vidéo)

## Distinctions
Johnson inaugure son étoile sur le Hollywood Walk of Fame en 1996.

### Récompenses
- Saturn Awards 1976 : meilleur acteur pour Apocalypse 2024
- Golden Globes 1986 :  meilleur acteur dans une série dramatique  pour Deux flics à Miami
- 1987 : Bravo Otto de la star masculine TV dans une série télévisée dramatique pour Deux flics à Miami

### Nominations
- 1985 : People's Choice Awards de la star masculine préférée dans une série télévisée dramatique pour Deux flics à Miami
- Primetime Emmy Awards 1985 : meilleur acteur dans une série dramatique pour Deux flics à Miami
- Golden Globes 1987 :  Meilleur acteur dans une série dramatique  pour Deux flics à Miami
- 1988 : Bravo Otto de la star masculine TV dans une série télévisée dramatique pour Deux flics à Miami
- 2020 : Gold Derby Awards de la meilleure distribution pour À couteaux tirés  partagé avec K Callan, Toni Collette, Daniel Craig, Jamie Lee Curtis, Ana de Armas, Chris Evans, Katherine Langford, Riki Lindhome, Jaeden Martell, Frank Oz, Edi Patterson (en), Christopher Plummer, Michael Shannon et Lakeith Stanfield
- 2020 : Gold Derby Awards de la meilleure distribution de l'année pour À couteaux tirés  partagé avec K Callan, Toni Collette, Daniel Craig, Jamie Lee Curtis, Ana de Armas, Chris Evans, Katherine Langford, Riki Lindhome, Jaeden Martell, Frank Oz, Edi Patterson (en), Christopher Plummer, Michael Shannon et Lakeith Stanfield
- 2020 : Online Film & Television Association Awards de la meilleure distribution pour À couteaux tirés  partagé avec K Callan, Toni Collette, Daniel Craig, Jamie Lee Curtis, Ana de Armas, Chris Evans, Katherine Langford, Riki Lindhome, Jaeden Martell, Frank Oz, Edi Patterson (en), Christopher Plummer, Michael Shannon et Lakeith Stanfield

## Voix francophones
En France, Patrick Poivey (décédé en juin 2020) a été la voix française régulière de Don Johnson.
En France
| - Patrick Poivey (* 1948 - 2020) dans : - Les Rues de San Francisco (série télévisée) - Deux flics à Miami (série télévisée) - Dead Bang - Hot Spot - Paradise - L'Avocat du diable - Nash Bridges (série télévisée) - Moondance Alexander - La Chute des héros (téléfilm) - Bucky Larson : Super star du X - Machete - Kenny Powers (série télévisée) - Django Unchained - Triple alliance - Juillet de sang - Une nuit en enfer (série télévisée) - Vengeance - Section 99 - Sick Note (série télévisée) - LA to Vegas (série télévisée) - Watchmen (série télévisée) | - Bernard Lanneau dans : - Goodbye Lover - À couteaux tirés - Michel Elias dans : - Le Book Club - Book Club: The Next Chapter Et aussi - Dominique Collignon-Maurin dans Apocalypse 2024 - Edgar Givry dans Harley Davidson et l'Homme aux santiags - Michel Papineschi dans Quand l'esprit vient aux femmes - François Dunoyer dans Tin Cup - José Luccioni (* 1949 - 2022) dans Les Désastreuses Aventures des orphelins Baudelaire (série télévisée) - Jérémie Covillault dans Rebel Ridge - Bernard Métraux dans Doctor Odyssey (série télévisée) |